# 迈克尔·B·麦克罗伊
迈克尔·B·麦克罗伊（英語：Michael B. McElroy，1939年5月8日—）是一位爱尔兰裔美国环境化学家，出生于北爱尔兰贝尔法斯特，现为哈佛大学工程与应用科学学院教授，主攻氟氯烃对臭氧层的影响。